# Виконт Янгер Лекский

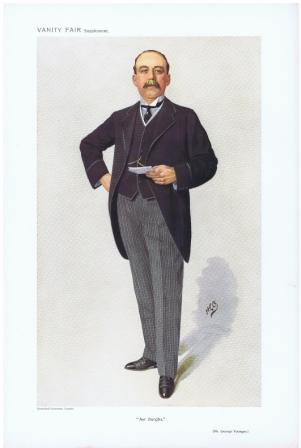
Джордж Янгер, 1-й виконт Янгер Лекский, карикатура в газете Vanity Fair, 1910 год

Виконт Янгер Лекский из Аллоа в графстве Клакманнаншир — наследственный титул в системе Пэрства Соединённого королевства. Он был создан 20 февраля 1923 года для члена профсоюза, сэра Джорджа Янгера, 1-го баронета (1851—1929). 12 июля 1911 года он уже получил титул баронета из Леки в графстве Клакманнаншир (Баронетство Соединённого королевства). Он был депутатом Палаты общин от Эра (1906—1922), занимал должность лорда-лейтенанта Стерлингшира (1925—1929) и являлся председателем Консервативной партии (1916—1923). Его внук, Эдвард Джордж Янгер, 3-й виконт Янгер Лекский (1906—1997), занимал должность лорда-лейтенанта Стерлингшира (1964—1975), Стерлинга и Фолкерка (1975—1979). Его сын, Джордж Кеннет Хотсон Янгер, 4-й виконт Янгер Лекский (1931—2003), был видным консервативным политиком. В 1992 году, за пять лет, прежде чем он стал преемником своего отца, он стал пожизненным пэром в качестве барона Янгера из Прествика в Эре и дистрикте Кайл и Каррик. Он был депутатом Палаты общин Великобритании от Эра (1964—1992), занимал посты министра по делам Шотландии (1979—1986) и министра обороны (1986—1989).
По состоянию на 2025 год носителем титула являлся его сын, Джеймс Эдвард Джордж Янгер, 5-й виконт Янгер Лекский (род. 1955), который сменил своего отца в 2003 году. В июне 2010 года он выиграл довыборы в Палату лордов Великобритании, где занял место умершего 14-го графа Нортеска. Виконт Янгер Лекский — консервативный депутат.
- Сэр Кеннет Гилмор Янгер (1908—1976), британский адвокат и политик-лейборист, депутат Палаты общин от Грейт Гримсби (1945—1959), сын 2-го виконта Янгера Лекского.

## Виконты Янгер Лекские (1923)

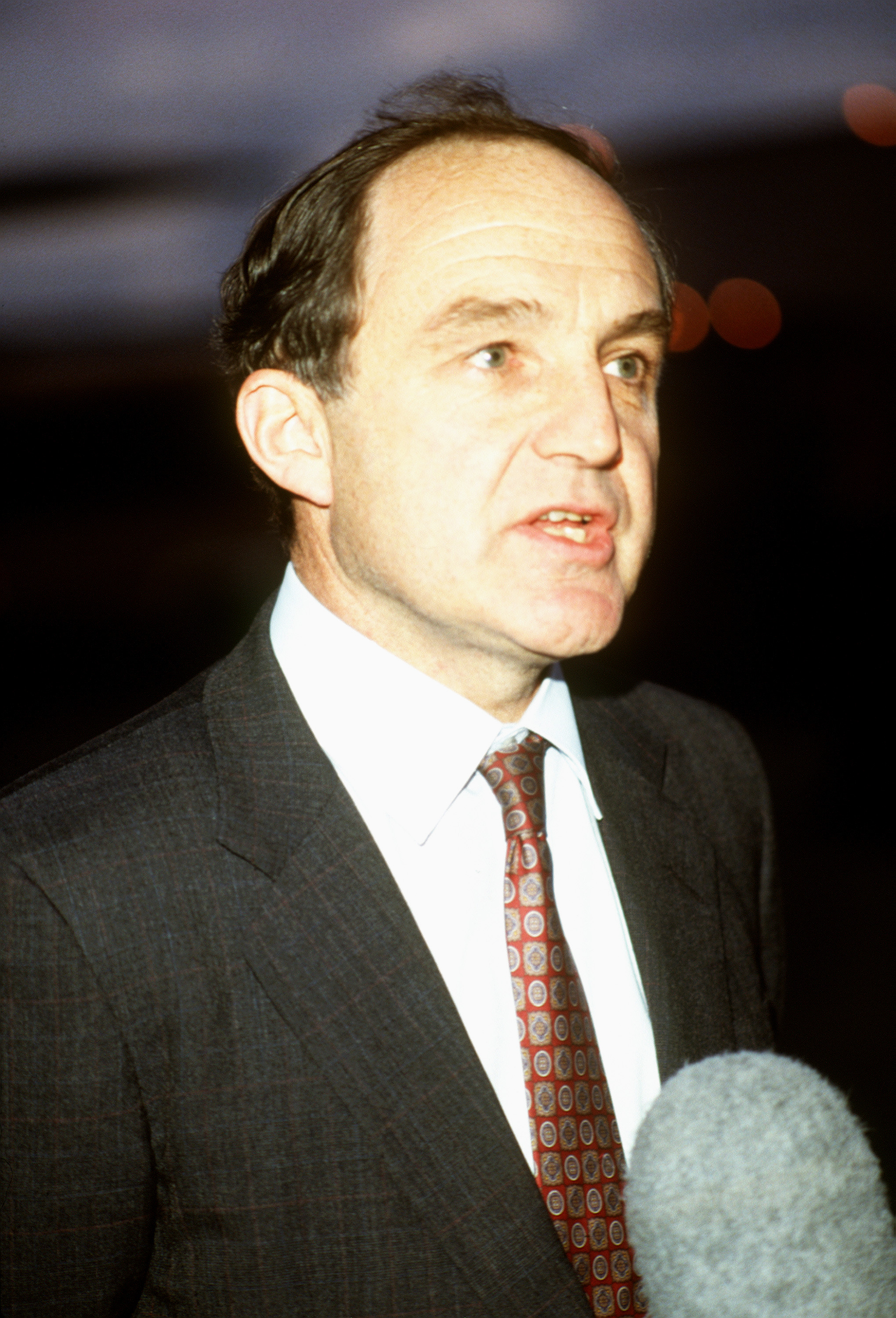
Джордж Кеннет Хотсон Янгер, 4-й виконт Янгер Лекский (1931—2003)

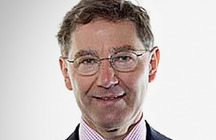
Джеймс Эдвард Джордж Янгер, 5-й виконт Янгер Лекский (род. 1955)

- 1923—1929: Джордж Янгер, 1-й виконт Янгер Лекский (13 октября 1851 — 29 апреля 1929);
- 1929—1946: Джеймс Янгер, 2-й виконт Янгер Лекский (19 мая 1880 — 4 декабря 1946), старший сын предыдущего;
- 1946—1997: Эдвард Джордж Янгер, 3-й виконт Янгер Лекский (21 ноября 1906 — 25 июня 1997), сын предыдущего;
- 1997—2003: Джордж Кеннет Хотсон Янгер, 4-й виконт Янгер Лекский (22 сентября 1931 — 26 января 2003), старший сын предыдущего;
- 2003 — настоящее время: Джеймс Эдвард Джордж Янгер, 5-й виконт Янгер Лекский (род. 11 ноября 1955), сын предыдущего;
  - Наследник: достопочтенный Александр Уильям Джордж Янгер (род. 1993), сын предыдущего.